# Przestrzeni! Przestrzeni!
Przestrzeni! Przestrzeni! (ang. Make Room! Make Room!) – powieść fantastycznonaukowa, dystopia amerykańskiego autora Harry'ego Harrisona. Utwór był nominowany do Nebuli w 1967.
Na podstawie powieści nakręcono film Zielona pożywka (1973) w reż. Richarda Fleischera, wg scenariusza Stanleya R. Greenberga. Film dostał Nebulę za najlepszą prezentację dramatyczną oraz nagrodę Saturn w kategorii najlepszy film science fiction w 1973.

## Fabuła
Akcja rozgrywa się w przeludnionym Nowym Jorku w 1999 r. (35 lat od wydania powieści). Ziemia jest wyeksploatowana, żywność stała się towarem luksusowym, na ulicach rządzą prawa dżungli, transport publiczny nie istnieje, a elektryczność jest reglamentowana. Władze nie panują nad społeczeństwem. Detektyw policji, Andy Rusch mieszka w pokoju razem z Solem, emerytowanym inżynierem. Dzięki inwencji Sola mają energię dla zasilania telewizora i lodówki pozyskiwaną dzięki przerobionemu rowerowi. W mieście wybuchają zamieszki po wyprzedaży steków „sojowych” w pobliskim sklepie spożywczym. 18-letni Billy Chung kradnie pudełko steków. Część zjada, a resztę sprzedaje, by zebrać pieniądze potrzebne do uzyskania dobrej pracy posłańca. Gdy dostarcza swą pierwszą dostawę do bogatego gangstera „Big Mike'a” O'Briena w ufortyfikowanym bloku mieszkalnym, widzi rzadkie luksusy – klimatyzację i prysznic. Spotyka tam też Shirl, młodą kochankę Mike'a. Gdy później włamuje się do mieszkania zostaje złapany przez Mike'a i przypadkowo go zabija. Sprawę zabójstwa dostaje Andy. W czasie dochodzenia detektyw poznaje Shirl i zakochuje się w niej. Mając opłacone mieszkanie do końca miesiąca para cieszy się luksusem, ale potem Shirl musi przeprowadzić się do klitki Andy'ego. Tymczasem współlokator Andy'ego, Sol bierze udział w marszu przeciwko ustawie o kontroli populacji. Podczas zamieszek zostaje ranny i wkrótce umiera. Niedługo po śmierci Sola jego część pokoju zajmuje liczna rodzina, sprawiając, że życie Shirl i Andy'ego zamienia się w koszmar. Uciekający przed wymiarem sprawiedliwości Billy ukrywa się w opuszczonej stoczni, gdzie poznaje oczekującego na koniec świata Petera. Kilka miesięcy później chłopiec postanawia odwiedzić rodzinę, licząc, że policja nie prowadzi już śledztwa. Niespodziewanie natyka się tam na Andy'ego, który przypadkowo go zabija podczas próby ujęcia. Przełożeni degradują detektywa i kierują do zwykłego patrolu. Kiedy Andy wraca do swojej kwatery, stwierdza, że Shirl rozczarowana rzeczywistością opuściła go dla następnego bogacza. Podczas patrolu w sylwestra na Times Square Andy widzi dziewczynę  wśród imprezowiczów. Gdy napotkany Peter narzeka, że koniec świata jednak nie nastąpił na wielkim ściennym ekranie pojawia się informacja, że wg spisu ludności Stany Zjednoczone na koniec XX wieku mają 344 miliony obywateli.

## Różnice między powieścią a filmem
- W filmie akcja toczy się w 2022 r.,
- Główny bohater ma inne imię i nazwisko; w filmie nazywa się Thorn,
- W powieści nie został poruszony problem kanibalizmu. Substancja o nazwie zielona pożywka nie istnieje.
- W filmie głównym antagonistą detektywa Thorna jest korporacja Soylent, w powieści młody chiński emigrant Billy Chung.
- W książce nie ma mowy o problemie globalnego ocieplenia,
- Populacja Nowego Jorku liczy 35 milionów, a nie 40 mln jak ukazano to w filmie,
- W filmie pominięto jakiekolwiek informacje odnoszące się do przeludnienia na świecie,
- W książce zabójstwa nikt nie zaplanował. Doszło do niego przypadkowo, gdy Billy Chung próbował okraść milionera,
- Zmieniono nazwisko i imię zamordowanego z O'Briena na Simonsona,
- Romans głównego bohatera z Shirl został bardzo okrojony w stosunku do powieści,
- Śmierć Sola różni się w powieści od tej ukazanej w filmie. W książce Sol umiera w domu na skutek obrażeń, które odniósł na demonstracji,
- Nastąpiła całkowita zmiana zakończenia. W filmie główny bohater zostaje wyniesiony z kościoła na noszach, w książce nic takiego nie ma,
- W książce spotykamy się z krytyką encykliki Humanae vitae Pawła VI.